# Leonardo Fornaroli
Leonardo Fornaroli (Piacenza, 3 december 2004) is een Italiaans autocoureur. In 2024 won hij de titel in het FIA Formule 3-kampioenschap.

## Carrière

### Karting
Fornaroli begon zijn competitieve kartcarrière in Italië op tienjarige leeftijd. In 2016 won hij de Mini Academy-klasse van de Championkart. In 2017 stapte hij over naar de X30 Junior-klasse van dit kampioenschap. Dat jaar werd hij ook tweede in de Italiaanse X30 Challenge en nam hij deel aan internationale evenementen. In 2018 werd hij derde in het Italiaanse kartkampioenschap en reed hij voor het eerst in een volledig seizoen van een Europees kampioenschap, de WSK Super Master Series. 2019 zou zijn laatste en meest succesvolle jaar in de karts worden. Hij werd tweede bij zijn debuut in de OK-klasse van de WSK Euro Series en eindigde als derde in de Trofeo Andrea Margutti.

### Formule 4
In 2020 stapte Fornaroli over naar het formuleracing en reed hij in het Italiaans Formule 4-kampioenschap bij het team Iron Lynx. In zijn eerste race op het Misano World Circuit Marco Simoncelli behaalde hij direct een vierde plaats. Zijn hoogtepunt dat seizoen was een podiumplaats op het Autodromo Nazionale Monza. Met 108 punten werd hij negende in de eindstand. Ook reed hij een raceweekend in het ADAC Formule 4-kampioenschap voor Iron Lynx als gastcoureur in het weekend op de Hockenheimring Baden-Württemberg.
In 2021 reed Fornaroli een tweede seizoen in de Italiaanse Formule 4 bij Iron Lynx. Hij kende een constant seizoen en scoorde punten in alle races die hij finishte. Hij behaalde zijn eerste pole position en overwinning op Misano en stond in ditzelfde weekend nog tweemaal op het podium. In de rest van het seizoen behaalde hij nog vier podiumplaatsen: twee op het Autodromo Internazionale Enzo e Dino Ferrari en een op zowel de Red Bull Ring en het Circuit Mugello. Met 180 punten werd hij vijfde in het kampioenschap. Hiernaast reed hij opnieuw twee raceweekenden in de ADAC Formule 4 als gastcoureur op de Red Bull Ring en het Circuit Zandvoort; hij behaalde in het eerste weekend een podiumplaats.

### Formula Regional
In 2022 begon Fornaroli het seizoen in het Formula Regional Asian Championship, waarin hij in drie van de vijf raceweekenden voor Hitech Grand Prix reed. Zijn beste resultaat was een vijfde plaats in het eerste weekend op het Yas Marina Circuit. Met 22 punten werd hij zeventiende in het klassement. Vervolgens debuteerde hij in het Formula Regional European Championship bij het team Trident. Hij kende een constant seizoen met vijftien puntenfinishes, waarbij een vierde plaats op de Hungaroring zijn beste klassering was. Met 83 punten werd hij achtste in de eindstand. Tevens kwam hij in aanmerking voor het rookiekampioenschap. Hij behaalde hierin geen zeges, maar desondanks wist hij deze klasse winnend af te sluiten.

### Formule 3
In 2023 debuteerde Fornaroli in het FIA Formule 3-kampioenschap, waarin hij zijn samenwerking met Trident voortzette. Hij behaalde drie podiumplaatsen op het Circuit de Monaco, het Circuit de Barcelona-Catalunya en Silverstone, waar hij ook vanaf pole position startte. Met 69 punten werd hij elfde in het kampioenschap.
In 2024 bleef Fornaroli in de FIA Formule 3 voor Trident rijden. Gedurende het seizoen stond hij zeven keer op het podium, maar won hij geen enkele race. Desondanks werd hij in de laatste race op het Autodromo Nazionale Monza met 150 punten gekroond tot kampioen, nadat hij in de laatste bocht van de race een succesvolle inhaalactie op Christian Mansell plaatste waardoor hij voldoende punten scoorde om zijn concurrent Gabriele Minì voor te blijven.

### Formule 2
In 2024 reed Fornaroli in het laatste raceweekend van de Formule 2 op Yas Marina bij het team Rodin Motorsport als vervanger van de naar de Formule E overgestapte Zane Maloney, waarin hij tiende en dertiende werd.
In 2025 maakt Fornaroli zijn debuut als full-time Formule 2-coureur bij het team Invicta Racing.